# Frente a la vida
 Frente a la vida  es una película de Argentina en blanco y negro dirigida por Enrique De Rosas según guion de Alfredo G. Volpe que se estrenó el 22 de febrero de 1939 y que tuvo como protagonistas a José Gola, Pepita Serrador, Susy Derqui, Augusto Codecá y Homero Cárpena.

## Sinopsis
Un hombre abandona a su novia, pero igualmente esta sacrifica su felicidad para procurarle la de él.

## Reparto
- José Gola
- Pepita Serrador
- Susy Derqui
- Augusto Codecá
- Homero Cárpena
- Carlos Fioriti
- Mecha López
- Myrna Mores
- Lalo Harbín
- Camelia de Maucci
- Elvira Quiroga
- Julio Renato
- Margot Mores

## Comentario
El cronista de La Prensa escribió: “Lo incomprensible tratando de tomar la forma de comedia…Ni siquiera normalidad tiene este film con el que Pampa Film da un paso atrás”